# Agonopterix ferocella
Agonopterix ferocella is een vlinder uit de familie grasmineermotten (Elachistidae). De wetenschappelijke naam is voor het eerst geldig gepubliceerd in 1910 door Chretien.
De soort komt voor in Europa.